# James Balfour Paul
Sir James Balfour Paul (Edimburgo, 16 novembre 1846 – Edimburgo, 15 settembre 1931) è stato un araldista ed enciclopedista britannico.

## Biografia
Nacque a Edimburgo nel 1846, figlio del reverendo John Paul della Chiesa di Scozia. Studiò legge all'Università di Edimburgo e nel 1870 cominciò ad esercitare come avvocato. Presto tuttavia le sue attività si concentrarono sull'araldica e sulla genealogia scozzesi, e cominciò un intenso lavoro di catalogazione e pubblicazione, culminato con l'opera The Scots Peerage, compendio in nove volumi sulla nobiltà scozzese a partire dal Medioevo.
In riconoscimento dei suoi meriti, nel 1890 fu nominato Lord Lyon, re d'arme, autorità assoluta sull'araldica scozzese. Grazie al lavoro di Balfour Paul, l'araldica scozzese venne riscoperta e valorizzata come non accadeva più da secoli a quella parte. Durante i decenni in cui detenne la carica, si occupò anche di risolvere le numerose controversie genealogico-nobiliari nate a causa della poca cura con cui in precedenza la materia veniva trattata.
Rimase Lord Lyon fino al 1926, anno in cui si dimise e si ritirò a vita privata. Morì nel 1931 ad Edimburgo, città dove aveva sempre vissuto.

Stemma di sir James Balfour Paul

## Opere
- History of the Royal Company of Archer, 1875
- Handbook to the Parliament House, 1884
- Ordinary of Scottish Arms, 1893
- Memoir and Remains of John M. Gray, 1895, vol. I-II
- Heraldry in Relation to Scottish History and Art, 1900
- The Scots Peerage, 1904-1914, vol. I-IX